# Théorème principal de MacMahon
En mathématiques, le théorème principal de MacMahon (MacMahon's master theorem ou MMT) est un résultat mêlant combinatoire énumérative (en) et algèbre linéaire. Il a été découvert par Percy MacMahon et prouvé dans sa monographie Analyse combinatoire (1916). Il est souvent utilisé pour dériver des identités binomiales, notamment l'identité de Dixon.

## Contexte
Dans la monographie Analyse combinatoire, MacMahon a trouvé tellement d'applications de son résultat qu'il l'a désigné comme « un théorème essentiel de la théorie des permutations » (a master theorem in the Theory of Permutations). Il a expliqué cette appellation de la façon suivante : « un théorème essentiel pour la manière magistrale et rapide avec laquelle il traite diverses questions difficiles à résoudre autrement ».
Le théorème (MMT) a été redémontré à plusieurs reprises (tout en l'attribuant à MacMahon), notamment par Irving John Good qui l'a déduit de sa généralisation multilinéaire du théorème d'inversion de Lagrange. Le MMT a également été popularisé par Carlitz qui en a trouvé une version en série génératrice exponentielle. En 1962, Good trouva une façon courte de déduire l'identité de Dixon à partir du MMT. En 1969, Pierre Cartier et Dominique Foata ont trouvé une nouvelle preuve de MMT en combinant des idées algébriques et bijectives (élaborées à partir de la thèse de Foata) et de nouvelles applications à la combinatoire des mots, introduisant le concept de traces. Depuis, le MMT est devenu un outil standard en combinatoire énumérative.
Bien que diverses q-identités de Dixon soient connues depuis des décennies, le q-analogue approprié du MMT reste insaisissable, à l'exception d'une extension de Krattenthaler-Schlosser (1999). Après la version quantique de Garoufalidis-Lê-Zeilberger (2006), un certain nombre de généralisation non commutatives ont été développées par Foata-Han, Konvalinka-Pak et Etingof-Pak. D'autres liens avec les algèbres de Koszul (en) et les quasi-déterminants (en) ont également été établis par Hai-Lorentz, Hai-Kriegk-Lorenz, Konvalinka-Pak et d'autres.
Enfin, d'après James D. Louck, le physicien théoricien Julian Schwinger a redécouvert le MMT dans le cadre de son approche de la théorie du moment cinétique des systèmes avec de nombreuses particules (en) par les fonctions génératrices. Louck écrit :
« It is the MacMahon Master Theorem that unifies the angular momentum properties of composite systems in the binary build-up of such systems from more elementary constituents. »
« C'est le théorème principal de MacMahon qui unifie les propriétés relatives au moment cinétique des systèmes composites dans la construction binaire de tels systèmes à partir de constituants plus élémentaires. »

## Énoncé précis
Soit {\displaystyle A=(a_{ij})_{m\times m}} une matrice complexe et soient {\displaystyle x_{1},\ldots ,x_{m}} des indéterminées. On considère un coefficient
{\displaystyle G(k_{1},\dots ,k_{m})\,=\,{\bigl [}x_{1}^{k_{1}}\cdots x_{m}^{k_{m}}{\bigr ]}\,\prod _{i=1}^{m}{\bigl (}a_{i1}x_{1}+\dots +a_{im}x_{m}{\bigl )}^{k_{i}}.}
(Ici la notation {\displaystyle [f]g} désigne le coefficient du monôme {\displaystyle f} dans {\displaystyle g}.) On se donne une autre famille d'indéterminées {\displaystyle t_{1},\ldots ,t_{m}} et on forme la matrice diagonale {\displaystyle T=(\delta _{ij}t_{i})_{m\times m}}. Alors
{\displaystyle \sum _{(k_{1},\dots ,k_{m})}G(k_{1},\dots ,k_{m})\,t_{1}^{k_{1}}\cdots t_{m}^{k_{m}}\,=\,{\frac {1}{\det(I_{m}-TA)}},}
où la somme porte sur toutes les {\displaystyle m}-listes d'entiers naturels {\displaystyle (k_{1},\dots ,k_{m})} et {\displaystyle I_{m}} désigne la matrice identité de taille {\displaystyle m}.

## Dérivation de l'identité de Dixon
On considère la matrice
{\displaystyle A={\begin{pmatrix}0&1&-1\\-1&0&1\\1&-1&0\end{pmatrix}}.}
On calcule les coefficients G(2n, 2n, 2n) directement d'après la définition :
{\displaystyle {\begin{aligned}G(2n,2n,2n)&={\bigl [}x_{1}^{2n}x_{2}^{2n}x_{3}^{2n}{\bigl ]}(x_{2}-x_{3})^{2n}(x_{3}-x_{1})^{2n}(x_{1}-x_{2})^{2n}\\[6pt]&=\,\sum _{k=0}^{2n}(-1)^{k}{\binom {2n}{k}}^{3},\end{aligned}}}
où la dernière égalité provient du fait qu'au membre de droite on a le produit des coefficients suivants :
{\displaystyle [x_{2}^{k}x_{3}^{2n-k}](x_{2}-x_{3})^{2n},\ \ [x_{3}^{k}x_{1}^{2n-k}](x_{3}-x_{1})^{2n},\ \ [x_{1}^{k}x_{2}^{2n-k}](x_{1}-x_{2})^{2n},}
qui sont calculés à l'aide de la formule du binôme de Newton. D’autre part, on peut calculer explicitement le déterminant :
{\displaystyle \det(I-TA)\,=\,\det {\begin{pmatrix}1&-t_{1}&t_{1}\\t_{2}&1&-t_{2}\\-t_{3}&t_{3}&1\end{pmatrix}}\,=\,1+{\bigl (}t_{1}t_{2}+t_{1}t_{3}+t_{2}t_{3}{\bigr )}.}
Ainsi, par le MMT, on a une nouvelle expression de ces mêmes coefficients :
{\displaystyle {\begin{aligned}G(2n,2n,2n)&={\bigl [}t_{1}^{2n}t_{2}^{2n}t_{3}^{2n}{\bigl ]}(-1)^{3n}{\bigl (}t_{1}t_{2}+t_{1}t_{3}+t_{2}t_{3}{\bigr )}^{3n}\\[6pt]&=(-1)^{n}{\binom {3n}{n,n,n}},\end{aligned}}}
où la dernière égalité vient du fait qu'il faut utiliser le même nombre de fois les trois facteurs de la puissance. En comparant les deux expressions des coefficients G(2n, 2n, 2n), on obtient une version équivalente de l'identité de Dixon :
{\displaystyle \sum _{k=0}^{2n}(-1)^{k}{\binom {2n}{k}}^{3}=(-1)^{n}{\binom {3n}{n,n,n}}.}